# Robin Lynn Macy
Robin Lynn Macy är en amerikansk gitarrist och sångerska. Hon var Dixie Chicks sångerska men lämnade gruppen 1992. Senare var hon med i Domestic Science Club och Big Twang. 

## Diskografi
Album
- 1990 – Thank Heavens for Dale Evans (med Dixie Chicks)
- 1992 – Little Ol' Cowgirl (med Dixie Chicks)
- 1993 – Shouldn't a Told You That (med Dixie Chicks)
- 1993 – Domestic Science Club (med Domestic Science Club)
- 1996 – Three Women (med Domestic Science Club)